# Adam Bede
Adam Bede is de eerste roman van de Engelse schrijfster George Eliot (het pseudoniem van Mary Ann Evans) en is gepubliceerd in 1859. De roman is sindsdien in druk gebleven en wordt vaak gebruikt voor universitaire studies van de 19e-eeuwse Engelse literatuur.

## Publicatie
George Eliot begon haar literaire carrière in 1857 met het schrijven van een reeks korte verhalen onder de verzameltitel Scenes of Clerical Life. De verhalen werden gepubliceerd in het tijdschrift Blackwood's Edinburgh Magazine. De uitgever, John Blackwood (1818–1879), eigenaar van de uitgeverij William Blackwood & Sons, wist aanvankelijk niet eens dat de verhalen geschreven waren door een vrouw. Hij ontving ze van haar vriend George Henry Lewes, die beweerde dat ze geschreven waren door een bevriende dominee.
Blackwood was niet gelukkig met de verhalen. Hij vond ze te somber. George Eliot stopte de serie daarom na het derde verhaal en begon een roman te schrijven. Dat werd Adam Bede. Van enige rancune tegenover Blackwood was geen sprake, want hij publiceerde op 1 februari 1859 het boek. Hij zou trouwens al haar romans publiceren, met als enige uitzondering Romola.
Zoals gebruikelijk bij een victoriaanse roman werd Adam Bede als ‘three-decker’, dus in drie delen, gepubliceerd. Nog in 1859 werd de roman meermaals herdrukt, eerst opnieuw in drie delen, later in twee delen. In 1861 bracht Blackwood een editie in één deel uit. George Eliot bracht in de verschillende edities diverse kleine correcties in de tekst aan.
Het boek verkocht voor een victoriaanse roman heel goed. In juni 1861, anderhalf jaar na de publicatie, waren meer dan 15.000 exemplaren verkocht. In augustus 1866 was dat aantal opgelopen tot 19.500. Tijdens Eliots leven was het haar best verkopende boek, zelfs beter dan Middlemarch.
Bij het publiek groeide ook de nieuwsgierigheid naar de persoon die achter het pseudoniem George Eliot schuilging. Een aanzwellend gerucht wilde dat een zekere Joseph Liggins (1806?-1872) uit Nuneaton in Warwickshire George Eliot was. Liggins deed niets om dat gerucht te ontzenuwen. Op een gegeven moment zag George Eliot zich gedwongen haar ware identiteit prijs te geven. Het had geen gevolgen voor haar populariteit.
Het boek is onder andere vertaald in het Duits, Frans, Hongaars, Italiaans, Noors, Russisch en Spaans. Een Nederlandse vertaling van de hand van Anna Busken Huet-van der Tholl (1827-1898), de echtgenote van Conrad Busken Huet, verscheen al in 1859 als ‘goedkoope uitgave’ bij Van Druten & Bleeker in Sneek en in 1860 in een wat luxere editie bij A.C. Kruseman te Haarlem. De vertaling is meermaals herdrukt.

## Samenvatting
De roman is gebaseerd op een verhaal dat George Eliot ooit hoorde van haar tante Elizabeth Evans, een methodistische prediker. In de gevangenis bezocht Elizabeth een keer een meisje dat haar bekende dat ze haar baby had omgebracht. Elizabeth Evans stond model voor de romanfiguur Dinah Morris.
Het verhaal begint in 1799 en speelt in het fictieve dorp Hayslope in het fictieve graafschap Loamshire. Daar ligt de boerderij van de familie Poyser. De mooie, maar ijdele Hetty Sorrel, een weeskind en een nicht van Mr. Poyser, woont bij hen in. Een nicht van Mrs. Poyser, Dinah Morris, woont in Snowfield in het naburige graafschap Stonyshire. Ze werkt daar bij een katoenfabriek, maar is daarnaast een gevierd prediker op methodistische bijeenkomsten. In het begin van het boek preekt ze in de openlucht in Hayslope, waar ze logeert bij de familie Poyser.
Adam Bede, de hoofdpersoon van het verhaal, is een timmerman, net als zijn broer Seth. Samen werken ze bij hetzelfde timmerbedrijf. Adam is verliefd op Hetty Sorrel, maar zij ziet meer in kapitein Arthur Donnithorne, de kleinzoon van de plaatselijke grootgrondbezitter Squire Donnithorne, die ook de pachtheer van de Poysers is. Arthur voelt zich ook aangetrokken tot haar. Seth is methodist en is verliefd op Dinah Morris. Dinah wijst hem echter af; een relatie zou ten koste gaan van haar roeping, het preken.
Arthur zoekt Hetty steeds vaker op en er groeit een relatie. Als Adam erachter komt, vecht hij met Arthur. Het resultaat is dat Arthur belooft Hetty verder met rust te laten en teruggaat naar zijn regiment. Nu Arthur weg is, accepteert Hetty Adams huwelijksaanzoek, maar kort voor de geplande bruiloftsdatum is ze ineens spoorloos verdwenen.
Hetty heeft namelijk ontdekt dat ze zwanger is. Ze gaat op zoek naar Arthur, maar kan hem niet vinden. Zijn regiment is overgeplaatst naar Ierland. Een vrouw die ze tegenkomt, helpt haar bij de bevalling. Ze gaat zwerven met het kind bij zich. Op een gegeven moment wordt het haar te veel en laat ze het kind achter in een weiland. Ze krijgt spijt en keert terug, maar het kind is dood.
Hetty wordt gearresteerd en moet terechtstaan voor een rechtbank in de (fictieve) stad Stoniton. Adam Bede reist af naar Stoniton met Adolphus Irwine, de dominee, en Bartle Massey, de onderwijzer van Hayslope. Ook Dinah Morris reist af naar Stoniton, bezoekt Hetty in de gevangenis en probeert haar zo goed mogelijk te troosten. Hetty wordt schuldig bevonden en veroordeeld tot de dood door de strop.
Intussen komt Arthur Donnithorne terug naar Hayslope voor de begrafenis van zijn grootvader. Daar hoort hij wat Hetty is overkomen. Hij vertrekt spoorslags naar het hof in Windsor en gaat vandaar naar Stoniton, waar hij juist op zijn paard komt aanrijden, zwaaiend met een gratiebeschikking, op het moment dat Hetty, met Dinah aan haar zijde, op een kar naar de galg wordt gereden. Hetty’s vonnis is omgezet in verbanning naar een overzeese strafkolonie. In het laatste hoofdstuk verneemt de lezer dat ze daar is overleden.
Op het eind van het boek trouwt Adam met Dinah. Seth, die zijn hele leven ongetrouwd blijft, komt bij hen inwonen.
Voor Hayslope heeft waarschijnlijk Ellastone in Staffordshire model gestaan.

## Literaire reputatie
Adam Bede werd niet alleen door het publiek, maar ook door de critici goed ontvangen. Een anonymus noemde het in het literaire tijdschrift  Athenaeum een ‘roman van de hoogste klasse’ en The Times sprak van ‘een roman van de eerste rang’. De critici van het eerste uur hadden echter vaak meer aandacht voor het arcadische landleven in de eerste hoofdstukken dan voor de tragische gebeurtenissen later in het boek. Een zekere nostalgie naar de tijd waarin de roman speelt, de tijd dat de industriële revolutie de maatschappij nog niet ingrijpend had veranderd, zal daarbij een rol hebben gespeeld.
Charles Dickens kan men dit niet verwijten. Hij schreef in een brief aan George Eliot:
‘… that part of the book which follows Hetty’s trial (and which I have observed to be not as widely understood as the rest), affected me far more than any other, and exalted my sympathy with the writer to its utmost height.’
‘… dat deel van het boek dat volgt op het proces tegen Hetty (en waarvan ik heb gemerkt dat het minder goed begrepen wordt dan de rest), ontroerde mij veel meer dan enig ander deel en wekte in de hoogste mate mijn sympathie met de schrijver op.’
Niet iedereen was even enthousiast. Henry James, doorgaans een bewonderaar van Eliot, vond dat ze in Adam Bede de mening van de lezers over haar personages probeerde te beïnvloeden. Het slot vond hij ongeloofwaardig, gezien de karakters van Adam Bede en Dinah Morris. Daarmee vertolkte hij de mening van veel critici. Vooral hoofdstuk 15, waarin de schrijfster Hetty Sorrel en Dinah Morris tegenover elkaar stelt en de lezers bijna dwingt de een antipathiek en de ander sympathiek te vinden, moet het daarbij ontgelden. Ook het feit dat Hetty in hoofdstuk 57 uitgerekend wordt gered door haar verleider, wekt weerstand op.
Eén personage uit de roman kan bij de meeste critici geen kwaad doen: Mrs. Poyser, de tante van Hetty en Dinah. Zij is een taalvirtuoos met een scherp inzicht in de karakters van de mensen om haar heen. Hier is haar oordeel over Hetty:
‘She’s no better than a peacock, as ’ud strut about on the wall and spread its tail when the sun shone if all the folks i’ the parish was dying: there’s nothing seems to give her a turn i’ th’ inside, not even when we thought Totty had tumbled into the pit.’
‘Ze is niet beter dan een pauw, die heen en weer blijft dribbelen over de muur en zijn staart opzet als de zon schijnt, zelfs als alle mensen in de parochie dood zouden gaan: het lijkt wel of er niets is dat haar van binnen raakt, zelfs niet toen we dachten dat Totty in de afvalput gevallen was.’ (Hoofdstuk 15; Totty is de dochter van Mrs. Poyser, een door en door verwend nest. Háár fouten ziet Mrs. Poyser overigens niet.)

## Het boek als inspiratiebron
In 1915 werd Adam Bede verfilmd door Travers Vale en in 1918 door Maurice Elvey.
In 1991 werd Adam Bede opnieuw verfilmd en uitgezonden door de BBC. Onder de acteurs waren Iain Glen, Patsy Kensit, Susannah Harker, James Wilby (acteur) en Julia McKenzie.
Geoffrey Beevers maakte in 1990 een toneelbewerking van Adam Bede voor het toneelgezelschap ‘Orange Tree’.
Op 22 april 2005 zond de BBC een hoorspel uit over Joseph Liggins, de man die door velen voor de echte schrijver van Adam Bede werd gehouden.